# أسترا بلير
أسترا بلير (بالإنجليزية: Astra Blair)‏ هي مغنية أوبرا بريطانية، ولدت في 2 سبتمبر 1932.